# NGC 6926
NGC 6926 је спирална галаксија у сазвежђу Орао која се налази на NGC листи објеката дубоког неба.
Деклинација објекта је - 2° 1' 44" а ректасцензија 20h 33m 5,9s. Привидна величина (магнитуда) објекта NGC 6926 износи 12,5 а фотографска магнитуда 13,2. NGC 6926 је још познат и под ознакама UGC 11588, MCG 0-52-33, CGCG 373-33, VV 621, IRAS 20305-0211, PGC 64939.